# Satellites internes de Jupiter
Les satellites internes de Jupiter ou groupe d'Amalthée sont un groupe de quatre satellites naturels (lunes) en  orbite près de Jupiter. Ils se distinguent du groupe principal (ou satellites galiléens) découvert par Galilée en 1610.

## Généralités
Les satellites internes sont Métis, Adrastée, Amalthée et Thébé. Ces quatre satellites sont situés sur les orbites les plus proches de Jupiter de tout le système jovien : leur demi-grand axe est compris entre 128 000 et 222 000 km, soit entre 1,79 et 3,11 fois le rayon de Jupiter. Leur orbite est faiblement excentrique et peu inclinée par rapport au plan équatorial de la géante gazeuse. Métis et Adrastée parcourent leur orbite autour de Jupiter en moins d'un jour jovien, à l'intérieur de l'orbite synchrone de la planète ; avec Phobos autour de Mars, ce sont les seuls satellites connus dans ce cas.
Amalthée est le 5e plus grand satellite de Jupiter par la taille ; les trois autres sont nettement plus petits. Tous présentent une forme irrégulière. Seule la masse volumique d'Amalthée est connue et évaluée à 0,86 × 103 kg m−3,, indiquant qu'il est composé de glaces, un amoncellement de débris très poreux ou une combinaison des deux. La masse volumique des trois autres satellites n'est pas connue mais on la suppose similaire.
Les satellites internes sont étroitement liés aux anneaux de Jupiter et leur servent à la fois de source et d'aspirateur de matériau.
Amalthée fut découvert en 1892 par Edward Emerson Barnard. Métis, Adrastée et Thébé le furent en 1979, après analyse de photographies prises par la sonde Voyager 1.

## Liste
Le tableau suivant récapitule les principales caractéristiques des satellites internes de Jupiter :
| Nom      | Demi-grand axe (km) | Dimensions (km) | Période de révolution (jours) |
| -------- | ------------------- | --------------- | ----------------------------- |
| Métis    | 128 000             | 60 × 40 × 34    | 0,294780                      |
| Adrastée | 129 000             | 20 × 16 × 14    | 0,29826                       |
| Amalthée | 181 365             | 250 × 146 × 128 | 0,49817943                    |
| Thébé    | 221 889             | 116 × 98 × 84   | 0,674536                      |

## Galerie
Les images suivantes furent prises par la sonde spatiale Galileo :

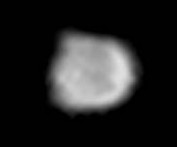
Métis
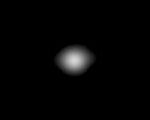
Adrastée
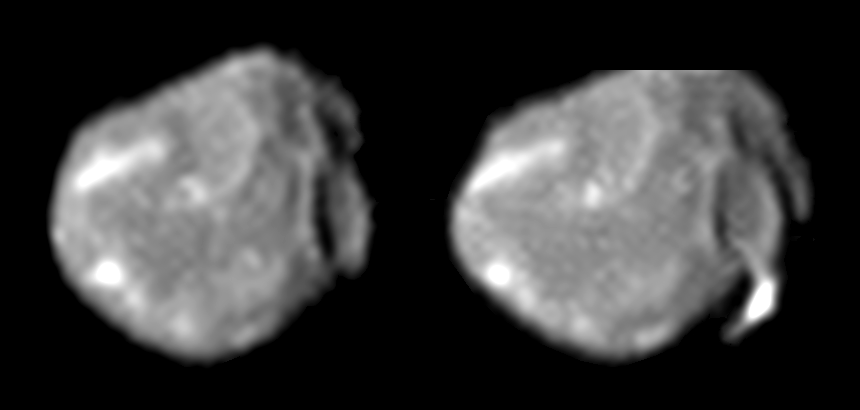
Amalthée
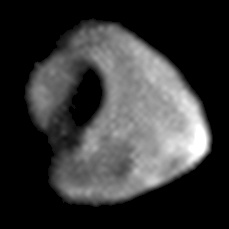
Thébé